# Bledius pallipennis
Bledius pallipennis är en skalbaggsart som först beskrevs av Thomas Say 1823.  Bledius pallipennis ingår i släktet Bledius och familjen kortvingar. Inga underarter finns listade i Catalogue of Life.